# سان بیسنته دل پالاسیو
سان بیسنته دل پالاسیو (به اسپانیایی: San Vicente del Palacio) یک شهرستان در اسپانیا است که در استان وایادولید واقع شده‌است.